# Cocorit
Cocorit är en ort i Mexiko.   Den ligger i kommunen Cajeme och delstaten Sonora, i den nordvästra delen av landet, 1 400 km nordväst om huvudstaden Mexico City. Cocorit ligger 35 meter över havet och antalet invånare är 8 695.
Terrängen runt Cocorit är platt. Runt Cocorit är det ganska tätbefolkat, med 80 invånare per kvadratkilometer. Närmaste större samhälle är Ciudad Obregón, 10,0 km söder om Cocorit. Trakten runt Cocorit består till största delen av jordbruksmark.